# Нарушение авторского права

Символ авторского права, копирайт

Нарушение авторского права (также контрафакция, от лат. contrafactio — подделка; или — в случае имущественных АП — «пиратство») — правонарушение, суть которого составляет использование произведений науки, литературы и искусства, охраняемых авторским правом, без разрешения авторов или правообладателей или с нарушением условий договора о использовании таких произведений. К числу основных способов нарушения авторских прав относится незаконное использование, копирование и распространение произведения («пиратство»), а также плагиат.

## Термин «пиратство»
Использование термина «пиратство» (англ. piracy) по отношению к авторским правам имеет давнюю историю (по крайней мере, в английском языке). Первые его упоминания относятся к 1603 году, позже (в 1879 году) его употребил в предисловии к своей поэме «The Lover’s Tale» Альфред Теннисон, где было сказано, что части этой работы «недавно подверглись безжалостному пиратству» (англ. «have of late been mercilessly pirated»).
Этот термин использовался также и в правовых актах. Так, в первоначальном английском тексте ст. 12 Бернской конвенции 1886 года присутствовала фраза «Pirated works may be seized on importation into those countries of the Union where the original work enjoys legal protection» (в русском переводе — «произведения, подвергшиеся пиратству, могут быть изъяты при ввозе в те страны Союза, где оригинальное произведение пользуется правовой охраной»). Тем не менее, даже в своих нескольких версиях Бернская конвенция никогда не налагала на государства-члены подробно изложенные обязательства в отношении проблемы пиратства.
В русскоязычных правовых источниках федерального уровня этот термин в значении «нарушение авторских прав» не встречается, однако он употребляется в локальных нормативных актах, документах судов и специальной юридической литературе.
Некоторые источники[уточнить] указывают, что данный термин представляет собой журналистский штамп. По мнению Ричарда Столлмана, термин «пиратство» стал применяться к несанкционированному копированию в целях пропаганды, для создания подсознательной аналогии с морским пиратством, включающим грабежи, разбой, похищения людей, убийства, взятие заложников, потопление судов. Ричард Столлман призывает не поддерживать эту пропаганду, и вместо термина «пиратство» использовать нейтральные термины, такие, как: «несанкционированное копирование» или «запрещённое сотрудничество».
В положительном смысле термин используют «Пиратские партии», одна из которых была создана в Швеции и в 2009 году получила несколько мест в парламенте.

## Общая характеристика нарушения авторских прав
Нарушение авторских прав подразумевает не санкционированное правообладателем распространение материала, защищённого авторским правом, такого, как программное обеспечение, научные труды, художественные произведения, в том числе: музыкальные композиции, фильмы, книги, картины, компьютерные игры. Обладание правами на интеллектуальную собственность защищено законами большинства стран.
Под нарушением авторских прав обычно понимаются следующие действия:
- создание копии и её продажа;
- создание копии и передача её кому-либо ещё;
- извлечение полезных свойств копии;
- в некоторых случаях перепродажа легально приобретённой копии.

## Распространённость нарушений авторских прав
Нарушение интересов обладателей авторских прав (которые, как правило, не являются непосредственными авторами произведений интеллектуальной собственности) широко распространено во многих странах, в том числе в России,  Украине,  Китае, Казахстане, Бразилии, Мексике и Индонезии.

## Примеры нарушений авторского права

### Видеопиратство
Нелегальное распространение копий фильмов и телепередач на дисках, кассетах и путём копирования через компьютерные сети. Может осуществляться как с целью получения прибыли (продажа контрафактной продукции в магазинах, на лотках), так и без (распространение копий фильмов в локальных сетях, через Интернет, обмен фильмами с друзьями на дисках). Коммерческая продукция такого рода отличается тем, что может появиться ещё до официального выхода фильма в прокат.
Качество записи может как весьма уступать лицензионной копии, так и практически не отличаться от него — в зависимости от способа копирования и проведённой дополнительной обработки. Существует система условных обозначений типов несанкционированных[уточнить] копий, распространяемых по Сети (аббревиатуры, добавляемые к именам файлов). С середины 1980-х вплоть до начала 2000-х в СССР (а после распада - уже в большинстве стран постсоветского пространства) были популярны видеокассеты с фильмами в одноголосных переводах Алексея Михалёва, Андрея Гаврилова, Василия Горчакова, Сергея Визгунова и других переводчиков. Качество видео зачастую также было низким.

### Аудиопиратство
Аудиопиратством или музыкальным пиратством называют нелегальное копирование и распространение копий музыкальных композиций, прежде всего продажу музыкальных альбомов на аудиокассетах и компакт-дисках
В России музыкальное пиратство было повсеместным в 1990-х годах, тогда контрафактную аудиопродукцию выпускали несколько заводов в Москве, Санкт-Петербурге и Ростове-на-Дону. Одним из крупнейших «пиратских» предприятий в стране, а с собственным заводом — единственным, была ростовская компания RONEeS.
К аудиопиратству относится и распространение музыкальных композиций в компьютерных сетях. Также пиратские радиостанции.
Обмен музыкальными композициями в Интернете принял воистину грандиозный масштаб благодаря развитию P2P-технологий. Существует большое количество разных пиринговых сетей, с миллионами участников и терабайтами музыкальных композиций.

### Программное обеспечение
Нелегальное копирование и распространение программных продуктов (в том числе компьютерных игр) на дисках и в компьютерных сетях. Включает в себя снятие разнообразных программных защит. Для этого существует специальный класс программного обеспечения — так называемые «кряки» (от англ. to crack — взламывать), специальные патчи, готовые серийные номера или их генераторы для программного продукта, которые снимают с него ограничения, связанные со встроенной защитой от нелегального использования.
Кроме того, существуют инструменты программистов, которые могут использоваться для облегчения самого процесса взлома — отладчики, дизассемблеры, редакторы PE-заголовка, редакторы ресурсов, распаковщики, и тому подобные.
Иногда свободное распространение проприетарной программы негласно поощряется самим правообладателем. В 1998 году Билл Гейтс, а в 2007 году Джеф Райкс из Microsoft сказали, что будет лучше, если пользователи, использующие программы незаконно, будут использовать незаконно их программы — ведь когда-нибудь они могут начать за них платить, и тогда пригодится получившаяся к тому времени зависимость (vendor lock-in).
Официальной политикой органов государственного управления большинства стран и основных вендоров-производителей программного обеспечения является постепенная легализация программного обеспечения, применяемого конечными пользователями (приобретение лицензий на уже используемое ПО, либо переход на другое ПО, включая свободное, с приобретением лицензий на него). По данным BSA и IDC, уровень «пиратства» в США в 2008 году был самым низким в мире и составлял 20 % от всего используемого программного обеспечения, в странах ЕС — 35 %, в РФ — 68 % (в 2004 году — 87 %), на Украине — 84 % (15 место), в ряде стран бывшего СССР — 90—95 %. Существует также обратный тренд — борьба за легализацию запрещаемых как нарушение авторского права действий.
Использование взломанного программного обеспечения также несёт в себе набор рисков в плане компьютерной безопасности. Поскольку зачастую такие программы лишаются возможности обновляться, уязвимости не будут своевременно устраняться, что может повлечь взлом или заражение компьютера в будущем. Сами же взломанные программы или средства для их взлома также могут распространяться с внедрением вредоносного кода, то есть вместе с установкой нелицензионного программного обеспечения на компьютер можно загрузить программы-шпионы, вирусы, троянское программное обеспечение или же во взломанное программное обеспечение могут быть встроены бекдоры.

#### Компьютерные и видеоигры
Нелегальное распространение компьютерных игр имеет свою специфику — обычно в играх применяют специфические виды защиты, с привязкой копии игры к носителю (CD или DVD). Для преодоления ограничений применяются как взломанные версии файлов, так и специальные эмуляторы CD/DVD-приводов. Часто незаконные распространители (особенно коммерческие) выполняют дополнительно локализацию игры (иногда некачественную или неполную, обычно ограничиваясь переводом субтитров, без озвучивания), в то время, как официальная локализация ещё не появилась, или игра вообще не выходила на территории страны, однако в этом случае почти всегда прилагается оригинальная версия, без перевода (см.: Любительский перевод). Также существует практика выпуска «пиратских сборников», то есть записывание на один носитель нескольких игр, изначально на это не рассчитанных. Часто для экономии места обрезаются/сжимаются не жизненно важные части игры, например, видеоролики и озвучка персонажей. Кроме того, пиратская версия игры может быть сжата сильнее лицензионной — это позволяет уменьшить размер файлов, однако увеличивает время распаковки при инсталляции. Например, такая практика имеет место при записи на однослойные DVD игр, распространяемых легальным издателем на более дорогих двухслойных дисках, или при их размещении для свободного скачивания через Интернет.
В сфере современных игровых приставок существует практика, называемая «чиповкой» (от англ. chip — микросхема, чип) — люди модифицируют схему приставки таким образом, что она получает способность воспроизводить неавторизованные копии игр и программы, запуск которых не был предусмотрен или был намеренно запрещён производителем приставки. Также в некоторых консолях используется перепрошивка — изменение внутреннего программного обеспечения консоли с целью запустить неавторизированные копии. Как следует из названия, чаще всего модификация заключается в размещении дополнительной микросхемы (мод-чипа) кустарным способом (или же самим владельцем приставки). Модифицированные приставки называются «чипованными» или «прошитыми».
Продажа несанкционированных копий игр для консолей также широко распространена; зачастую также с неофициальным переводом.
Многие отмечают, что сама защита от копирования, устанавливаемая на CD/DVD, противоречит[когда?] законодательству ряда стран, в том числе России и США. Причиной является законодательное разрешение на изготовление резервной копии легально приобретённого CD/DVD. Издатели же, устанавливая защиту, как правило, сами не предоставляют пользователям технических копий. См. также: q:en:Jack Valenti (высказывания Джека Валенти, президента Американской ассоциации кинокомпаний, направленные против резервного копирования DVD).

### Литературные произведения
Явление нелегального (подпольного) воспроизведения литературных произведений (в том числе и пиратство) было широко распространено в СССР и носило наименование «самиздат». Люди тиражировали и распространяли литературные произведения, не имея разрешения от авторов и издателей, тем самым нарушая законы[какие?].
В связи с появлением сетевых электронных библиотек, бесплатно предоставляющих всем желающим доступ к текстам литературных произведений, многие из них стали распространять в основном или исключительно копии произведений, авторы и издатели которых не разрешали этого делать. Несмотря на то, что интернет-библиотеки обычно обещают идти навстречу авторам и убирать произведения из открытого доступа по их просьбе, в действительности добиться этого бывает очень сложно. В некоторых случаях даже доходит до судебных исков.

## Способы защиты авторских прав
Говоря о способах защиты авторских прав, необходимо выделить два независимых аспекта этой проблемы: способы защиты авторских прав в целях пресечения незаконного использования объекта авторских прав или в целях защиты от непризнания или оспаривания авторства.

### Защита от непризнания или оспаривания авторства
В соответствии со ст.1257 ГК РФ «Автором произведения науки, литературы или искусства признаётся гражданин, творческим трудом которого оно создано. Лицо, указанное в качестве автора на оригинале или экземпляре произведения, считается его автором, если не доказано иное.» Законодательства других стран, подписавших Бернскую конвенцию об охране литературных и художественных произведений, имеют аналогичные нормы. Таким образом вводится понятие презумпции авторства и устанавливается заявительный характер авторского права.
Отсюда проистекают два основных вопроса, требующих доказательства в деле об установлении авторства: чьим творческим трудом создавалось произведение и вопрос о времени его создания или времени доведения до всеобщего сведения в объективной форме. Если произведение имеет материальную форму (например, произведение живописи), то в большинстве случаев установить автора и подтвердить его творческое участие в создании произведения несложно. В других случаях основным фактором, влияющим на признание или непризнание авторства, будет доказанный приоритет права.
Фактом, подтверждающим авторские права, приоритет авторства и существование произведения в объективной форме, может являться любой документ, надёжно удостоверяющий факт существования произведения на определённую дату. Таким образом существуют следующие основные  способы формирования таких доказательств:
- Отправка произведения самому себе по почте с сохранением нераспечатанного конверта с почтовым штемпелем до судебного разбирательства;
- Публикация произведения в открытых, общеизвестных источниках (например, публикация стихотворения в газете);
- Депонирование в авторском обществе или юридической компании (использование депозитариев);
- Нотариальное удостоверение даты и времени произведения (если произведение может быть представлено в печатной и понятной нотариусу форме);
- Использование Интернет-сервисов по защите авторских прав (для произведений в электронной форме, при условии, что сервис представлен юридическим лицом, выдающим соответствующие документы).

### Пресечение незаконного использования объектов авторских прав
Существует три основных способа защиты авторских прав в интернете:
- Отправление писем и претензий собственнику сайта или хостинг-провайдеру;
- Судебный спор;
- Взаимодействие с поисковыми сервисами для удаления страниц из результатов поиска.

В странах СНГ уже сформировалась обширная практика по защите авторских прав в интернете, при этом наиболее сложными моментами всё ещё остаются:
1. Определение виновного в нарушении лица;
2. Определения размера ущерба, который нанесён правообладателю, а также его обоснование.

При этом практически не используется крайне популярный в США инструмент: удаление сайта-нарушителя из поисковых результатов, с помощью инструментов, определённых Законом США «Об авторском праве в цифровую эпоху».

## Политические движения

Эмблема Пиратской партии Швеции

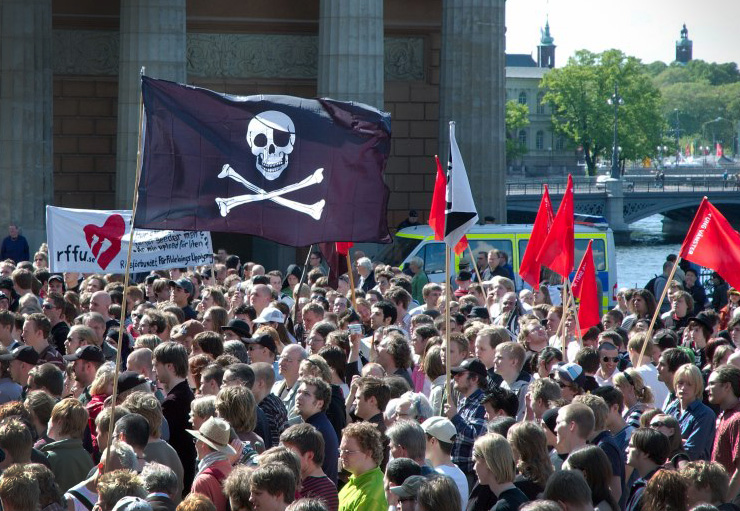
Демонстрация в защиту пиратства

1 января 2006 года в Швеции появилась первая в мире Пиратская партия, выступавшая за отмену авторского и патентного права и, тем самым, за легализацию «пиратства». Первой среди аналогичных партий она добилась успеха и на высшем законодательном уровне — в 2009 году она получила в Европарламенте одно из 18 мест, закреплённых за Швецией.
Вслед за шведской основалась также Пиратская партия США (US Pirate Party), Пиратская партия Германии, Партия Пиратов Эстонии (MTÜ Piraadipartei) и Пиратская партия России.
18 апреля 2010 года был создан Пиратский интернационал — объединение пиратских партий разных стран.
Типичная программа пиратской партии содержит такие положения и требования:
- Снижение сроков авторского права. Реальный срок действия авторского права на данный момент составляет примерно четыре поколения, что, по мнению многих, является запредельно большим сроком. А постоянно удлиняющийся срок ничем не отличается от вечной защиты.
- Законодательный запрет негласного сбора информации о частной жизни.
- Недопущение цензуры в Интернете.

## Копимизм
Миссионерская Церковь Копимизма (от англ. copy me — «копируй меня») — сообщество, выступающее за свободный файлообмен, в котором обмен знаниями считается священным. Основано в Швеции и в соответствии со шведским законодательством официально признано религией. Несмотря на то, что копимизм является религией, Церковь Копимизма не верит в богов и сверхъестественные силы.

## Ответственность в России
Незаконная установка, обновление или использование программного обеспечения может послужить основанием для привлечения к административной или уголовной ответственности. Административная ответственность согласно статье 7.12 КоАП РФ включает в себя штрафы в размере от 1,5 до 2 тысяч рублей для физических лиц, от 10 до 20 тысяч — для должностных лиц и предпринимателей и от 30 до 40 тысяч рублей — для организаций. Оштрафовать могут также лиц, допустивших использование пиратского ПО или использующих его. Административная ответственность наступает, если совокупная стоимость контрафактного ПО составляет менее 100 тысяч рублей, при превышении данного порога правонарушение квалифицируется как уголовное согласно ст. 146 УК РФ.
Если стоимость нелицензионного ПО находится в диапазоне от 100 тысяч до 1 миллиона рублей, то в качестве наказания может быть штраф в размере до 200 тысяч рублей, обязательные работы на срок до 480 часов, а также исправительные или принудительные работы либо лишение свободы сроком до 2 лет. Если же совокупная стоимость нелицензионного ПО превысит 1 миллион рублей, то по части 3 статьи 146 УК РФ наказание может быть в виде принудительных работ сроком до 5 лет или в виде лишения свободы на срок до 6 лет с возможным штрафом в размере до 500 тысяч рублей. Наказывается как сам нарушитель, так и другие участники или должностные лица, участвовавшие в сговоре.
Если в компании используют пиратское ПО, компанию могут не только оштрафовать, но и изъять контрафактное ПО вместе с компьютерами, на которых оно было установлено. В рамках гражданско-правовой ответственности возможно также возмещение причинённого ущерба правообладателю программного обеспечения согласно статье 1301 ГК РФ, размер компенсации устанавливается по решению суда.